# 坎贝尔狸藻
坎贝尔狸藻（學名：Utricularia campbelliana）為狸藻屬多年生小型附生食虫植物。其种加词“campbelliana”来源于英国律师及业余植物学家威廉·亨特·坎贝尔（William Hunter Campbell）。坎贝尔狸藻为南美洲北部的特有种，存在于圭亚那、委内瑞拉，也可能存在于巴西，但未被证实。其通常附生于树干或树枝上，海拔分布范围一般为1500米至2500米，最低发现于海拔690米处。花期为4月至8月。在彼得·泰勒1989年的著作《狸藻属——分类学专著》中指出，至少有一份标本记录到其与蜂鸟之间存在关系。坎贝尔狸藻与奎尔奇狸藻（U. quelchii）很可能是由鸟类授粉的。